# Sandemar
Sandemar este o arie protejată (arie specială de conservare — SAC, sit de importanță comunitară — SCI, arie de protecție specială avifaunistică — SPA) din Suedia întinsă pe o suprafață de 389,9 ha, integral pe uscat.

## Localizare
Centrul sitului Sandemar este situat la coordonatele 59°07′33″N 18°21′12″E / 59.1257°N 18.3532°E.

## Înființare
Situl Sandemar a fost declarat sit de importanță comunitară în ianuarie 1997 pentru a proteja 1 specie de plante și 6 specii de animale. Alte tipuri de protecție:
- arie de protecție specială avifaunistică (în iunie 2001)[2]
- arie specială de conservare (în martie 2011)[1][3][4]

## Biodiversitate
Situată în ecoregiunile boreală și marină baltică, aria protejată conține 8 habitate naturale: Pășuni de coastă din Baltica boreală, Bancuri de nisip acoperite în permanență slab de apă marină, Pajiști cu Molinia pe soluri calcaroase, turboase sau argilos-nămoloase (Molinion caeruleae), Pajiști fino-scandinave uscate până la mezice, bogate în specii de altitudine mică, Pășuni din zone de pădure fino-scandinave, Mlaștini alcaline, Golfuri mici largi și golfuri puțin adânci, Recifuri.
La baza desemnării sitului se află mai multe specii protejate:
- plante (1): moșișoare (Liparis loeselii)
- păsări (5): erete de stuf (Circus aeruginosus), sfrâncioc roșiatic (Lanius collurio), ferestraș mic (Mergus albellus), bătăuș (Philomachus pugnax), fluierar de mlaștină (Tringa glareola)
- nevertebrate (1): Vertigo angustior